# Dipturus mennii
Dipturus mennii is een vissensoort uit de familie van de Rajidae. De wetenschappelijke naam van de soort is voor het eerst geldig gepubliceerd in 2001 door Gomes & Paragó.